# Bangri Rinpoché
Bangri Rinpoché, connu aussi sous son nom laic Jigme Tenzin Nyima (né en 1966 à Nangchen dans la préfecture autonome tibétaine de Yushu dans le Qinghai), est un maître spirituel et un prisonnier politique tibétain.  

## Biographie
Bangri Rinpoché est né à Nangchen dans la préfecture autonome tibétaine de Yushu en 1966  .
En 1996, avec sa femme, l'ancienne nonne Nyima Choedron, il a fondé un orphelinat situé à Lhassa, financé en partie par les États-Unis et des pays européens. L'orphelinat a hébergé jusqu'à 60 orphelins. 
Le 27 août 1999, Jigme Tenzin et Nyima Choedron furent tous deux mise en détention, accusés d'avoir été lié à une manifestation qui se déroula lors des Jeux des Minorités Nationales à Lhassa. Par la suite, l'orphelinat fut déclaré comme une organisation illégale et fut fermé. 
Le 26 septembre 2000, la Cour Populaire Intermédiaire de Lhassa a accusé Jigme Tenzin de séparatisme et l'a condamné à la prison à vie avec privation de ses droits politiques à vie. La même Cour a accusé Nyima Choedron de séparatisme et l'a condamné à 10 ans de prison avec privation de ses droits politiques pour 5 ans.
Elle a bénéficié de deux réductions de peine pour « bon comportement », réduisant sa peine de prison de deux
ans. 
Lors de sa visite en Chine et au Tibet, Manfred Nowak a notamment rendu visite à deux prisonniers tibétains, Jigmé Tenzin Nyima à la prison de Chushur et Nyima Choedron à la prison de Drapchi. 
La Fondation Dui Hua, rappela son « bon comportement » et l'existence de sa petite fille âgée de 7 ans et née juste avant son incarcération, demanda que sa peine restante soit commuée. Nyima Choedron a finalement été libérée en 2006.
La Cour Populaire Intermédiaire de Lhassa a commué la condamnation à perpétuité de Jigme Tenzin en une peine de durée fixe, et il devrait être libéré le 30 juillet 2021.
En juin 2011, Goyang, un moine du monastère de Tsetang, manifesta dans les rues de Karzé pour demander la libération de Bangri Rinpoché.
Le 2août 2021, le Centre tibétain pour les droits de l'homme et la démocratie (TCHRD) basé à Dharamshala a publié une déclaration demandant des preuves de la libération de Bangri Tsamtrul Rinpoché,.